# Jinsan-myeon
Jinsan-myeon (koreanska: 진산면) är en socken i kommunen Geumsan-gun i provinsen Södra Chungcheong i Sydkorea, 160 km söder om huvudstaden Seoul.